# Krasni Iar (Tomsk)
Krasni Iar (en rus: Красный Яр) és un poble de l'óblast de Tomsk, a Rússia, que el 2021 tenia 2.212 habitants. Fou fundat el 1910.